# Chucatamani (distrito)
Chucatamani é um distrito peruano localizado na província de Tarata, região de Tacna. Sua capital é a cidade de Chucatamani.

## Transporte
O distrito de Chucatamani é servido pela seguinte rodovia: Santa Rosa (distrito de El Collao)
- TA-102, que liga o distrito de Sama à cidade de Tarata[2][3][4]